# 杨贵新
杨贵新（1952年—），贵州天柱人，侗族，中华人民共和国政治人物、第十二届全国人民代表大会贵州地区代表。
毕业于贵州省委党校法律专业。加入中国共产党。2008年，担任全国人大常委会委员、全国人大民族委员会委员，中共贵州省纪委副书记。2013年，担任全国人大代表。